# Live Trax Vol. 2
Live Trax Vol. 2 jest drugim wydawnictwem Dave Matthews Band z serii Live Trax. Koncert miał miejsce w Golden Gate Park w San Francisco, 12 września 2004 roku. Gościem specjalnym zespołu był Carlos Santana, który zagrał razem z Dave Matthews Band kilka piosenek m.in. "Sugar Will" oraz cover piosenki Boba Dylana – All Along the Watchtower. 3-płytowe wydawnictwo zawiera 3 piosenki wcześniej niepublikowane: "Joy Ride", "Hello Again" oraz wcześniej wspomniany "Sugar Will". Hello Again znalazł się na wydanym rok później albumie studyjnym Stand Up.

## Lista utworów

### CD 1
1. "One Sweet World" – 7:20
2. "What Would You Say" – 5:44
3. "So Much to Say" » "Anyone Seen the Bridge?" – 5:38
4. "Pantala Naga Pampa" » "Rapunzel" – 7:33
5. "Joy Ride" – 4:23
6. "#41" – 8:57
7. "The Best of What’s Around" – 5:42
8. "Lie in Our Graves" – 13:30

### CD 2
1. "The Stone" – 9:23
2. "Drive In, Drive Out" – 6:02
3. "Loving Wings" – 6:55
4. "Where Are You Going" – 3:58
5. "Hello Again" – 7:55
6. "Jimi Thing" – 16:37

### CD 3
1. "Warehouse" – 11:15
  - gościnnie Carlos Santana
2. "Sugar Will" – 13:17
  - gościnnie Carlos Santana
3. "All Along the Watchtower" (Dylan) – 12:39
  - gościnnie Carlos Santana
4. "Stay (Wasting Time)" – 6:48
5. "Everyday" – 8:56
6. "Too Much" – 6:25

## Twórcy
- Carter Beauford – perkusja, instrumenty perkusyjne, vocal
- Stefan Lessard – Bas
- Dave Matthews – gitara, vocal
- LeRoi Moore – Saksofon, instrumenty dęte
- Boyd Tinsley – skrzypce

Goście specjalni
- Carlos Santana – gitara
- Butch Taylor – Klawisze